# Мальбун
Мальбун — село в Ліхтенштейні. Розташоване в муніципалітеті Трізенберг на висоті 1600 м. Єдиний лижний курорт Ліхтенштейну.
Розташоване по дорозі між селом Штег та Вадуцом.

## Етимологія
Назва населеного пункту походить від слів «alp bun» — красиве, високоврожайне гірське пасовище або «val bun» — красива, високоврожайна долина.

## Історія
Мальбун до XIV століття використовувався тільки для сільського та лісового господарств. Через відокремленість і відсутність транспортних зв'язків тут не були розвинені комерційні та промислові галузі. Тільки близько 100 років (1907—1908) тому туризм у Мальбуні став прибутковою галуззю. Це сталося після відкриття турбази Sareiserjoch.

## Галерея

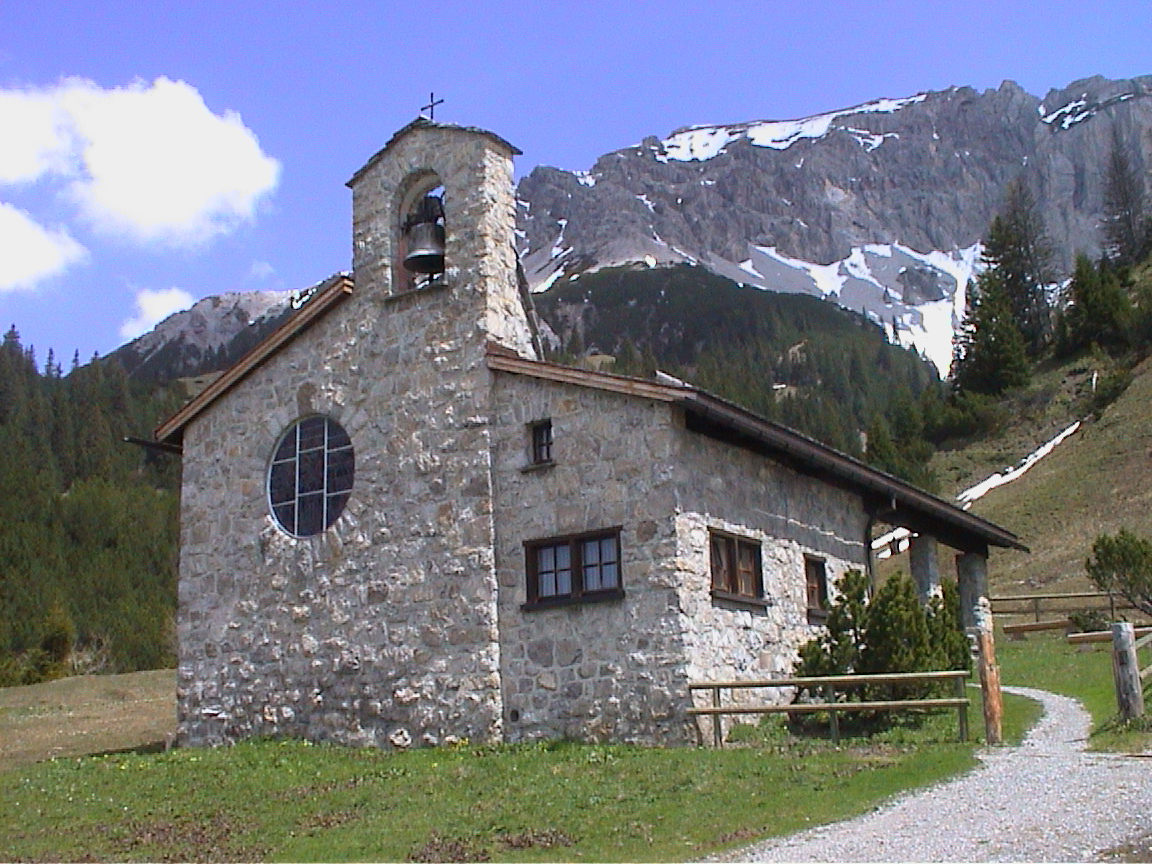
Каплиця в горах
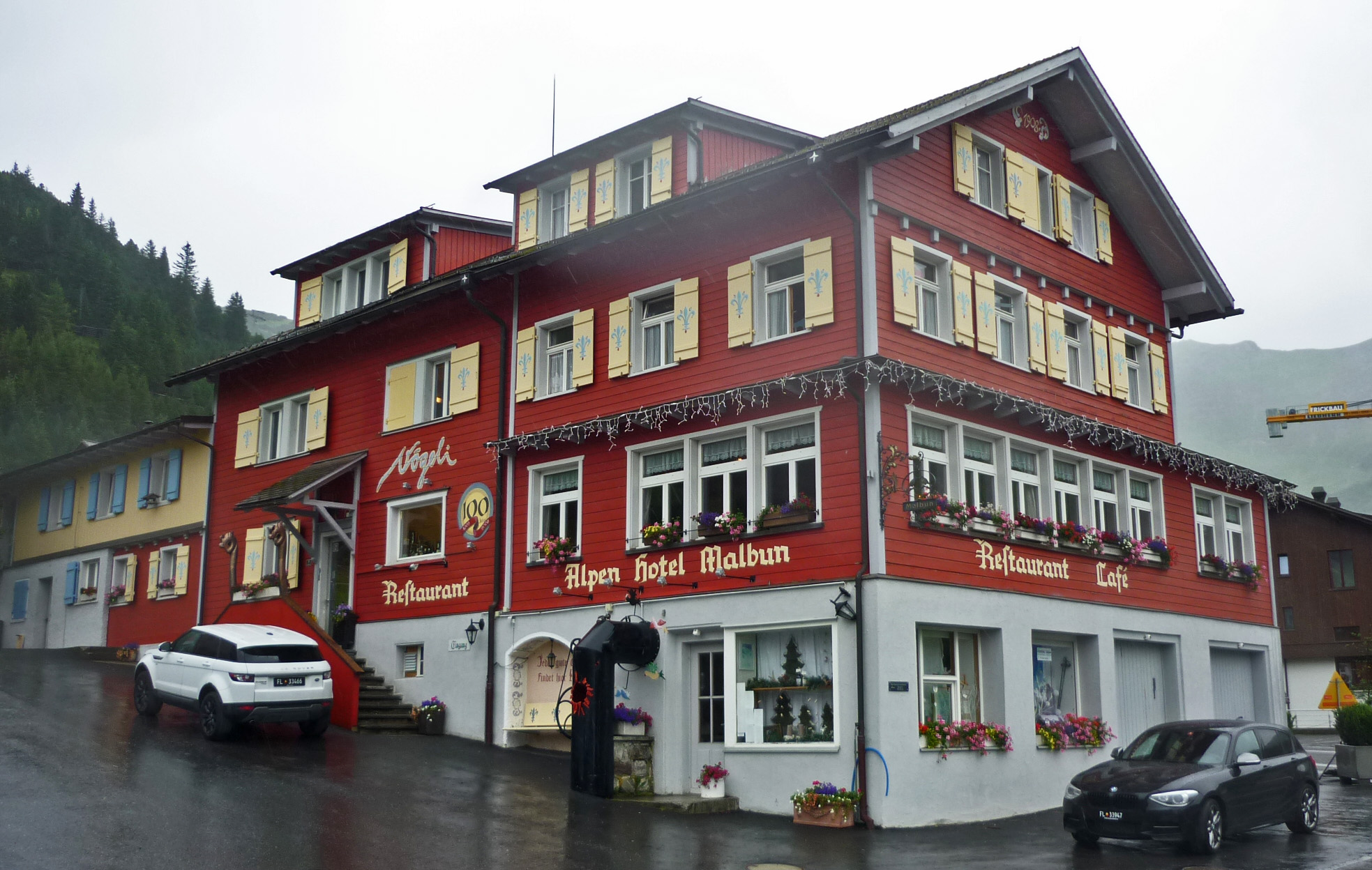
Готель
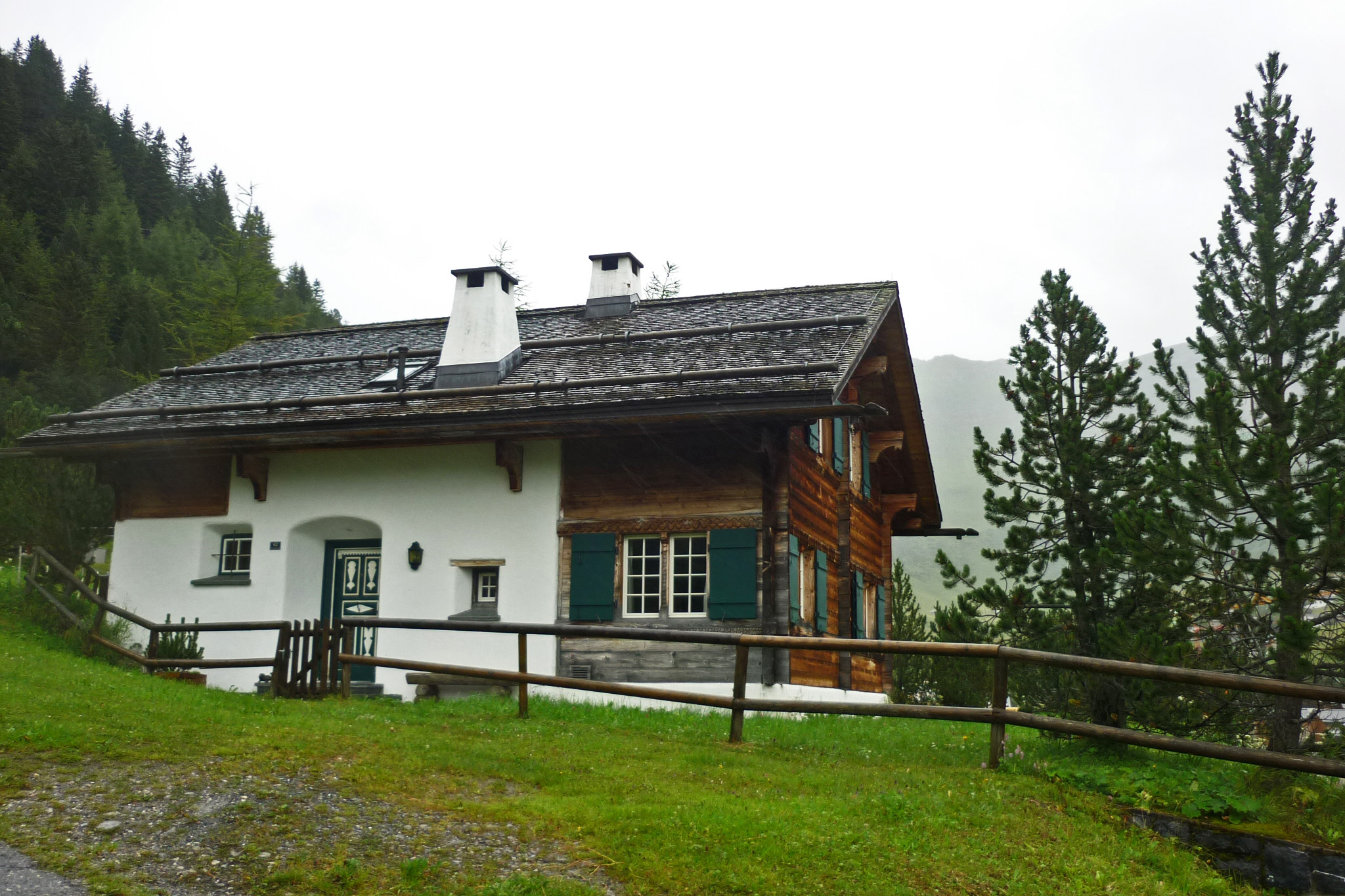
Будинок у горах

| Ліхтенштейн | Це незавершена стаття з географії Ліхтенштейну. Ви можете допомогти проєкту, виправивши або дописавши її. |